# Werkbahn der Georg Fischer AG
| Werkbahn der Georg Fischer AG | Werkbahn der Georg Fischer AG |
| --- | ----------------------------- |
| Die drei wichtigsten Fahrzeugtypen der Werkbahn der Georg Fischer AG: Gm 2/2 5, Ge 4/4 77 und Ge 2/2 78 in der Rollschemelanlage (1980) |                               |
| Spurweite: | 1000 mm (Meterspur)           |
| |                               |

Die Werkbahn der Georg Fischer AG war eine meterspurige Werkbahn der Georg Fischer AG (GF) in Schaffhausen. Sie bestand zwischen 1913 und 1993 und war nach den Normalien der Schaffhauser Strassenbahn (SchSt) konzipiert. Dies weil sie die Strassenbahngleise mitbenützte, um ihre Güterwagen zu den verschiedenen GF-Werken in Schaffhausen zu befördern.

## Geschichte

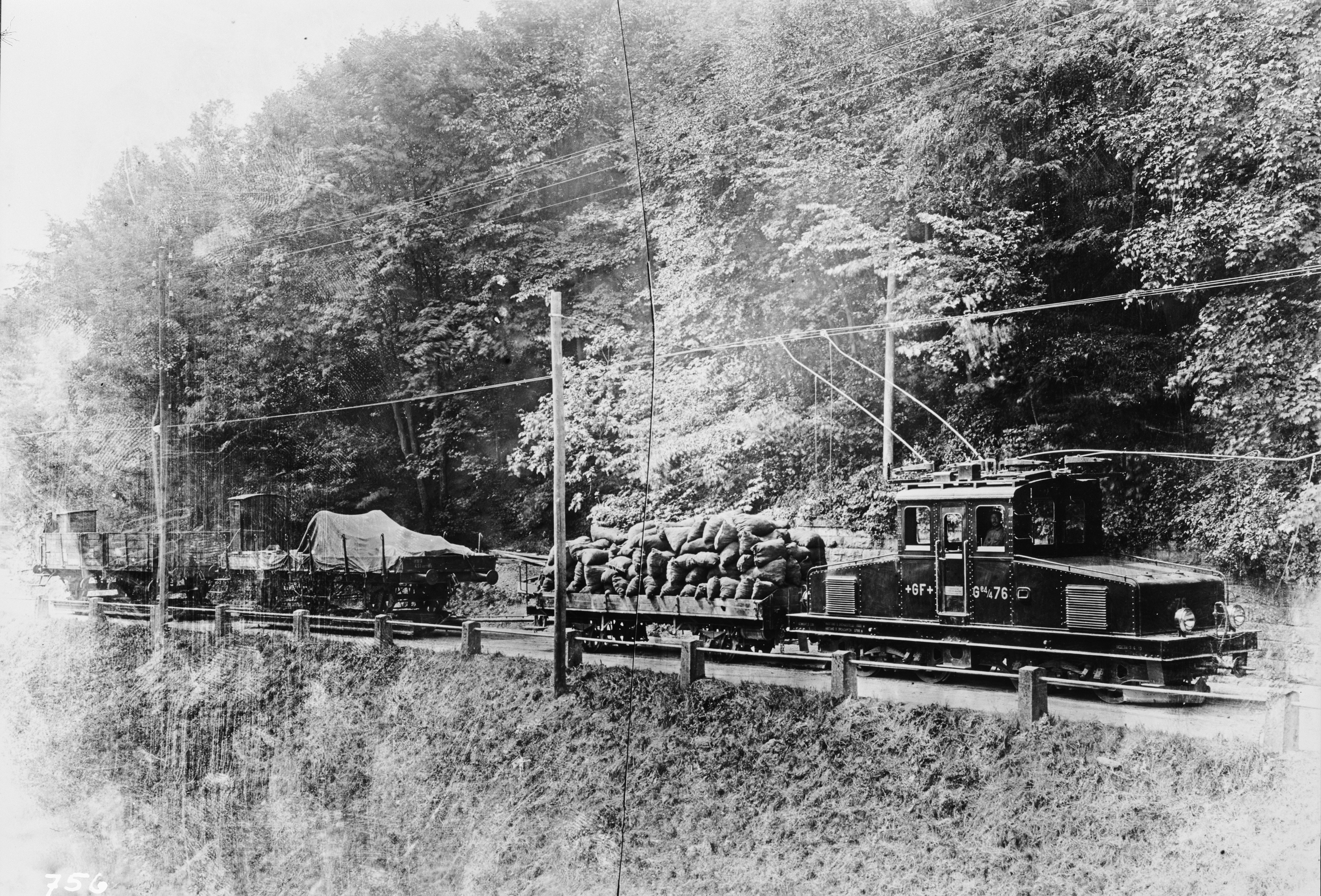
Die Ge 4/4 76, noch mit Rollstromabnehmer, zwischen Birch und Mühlental (1915)

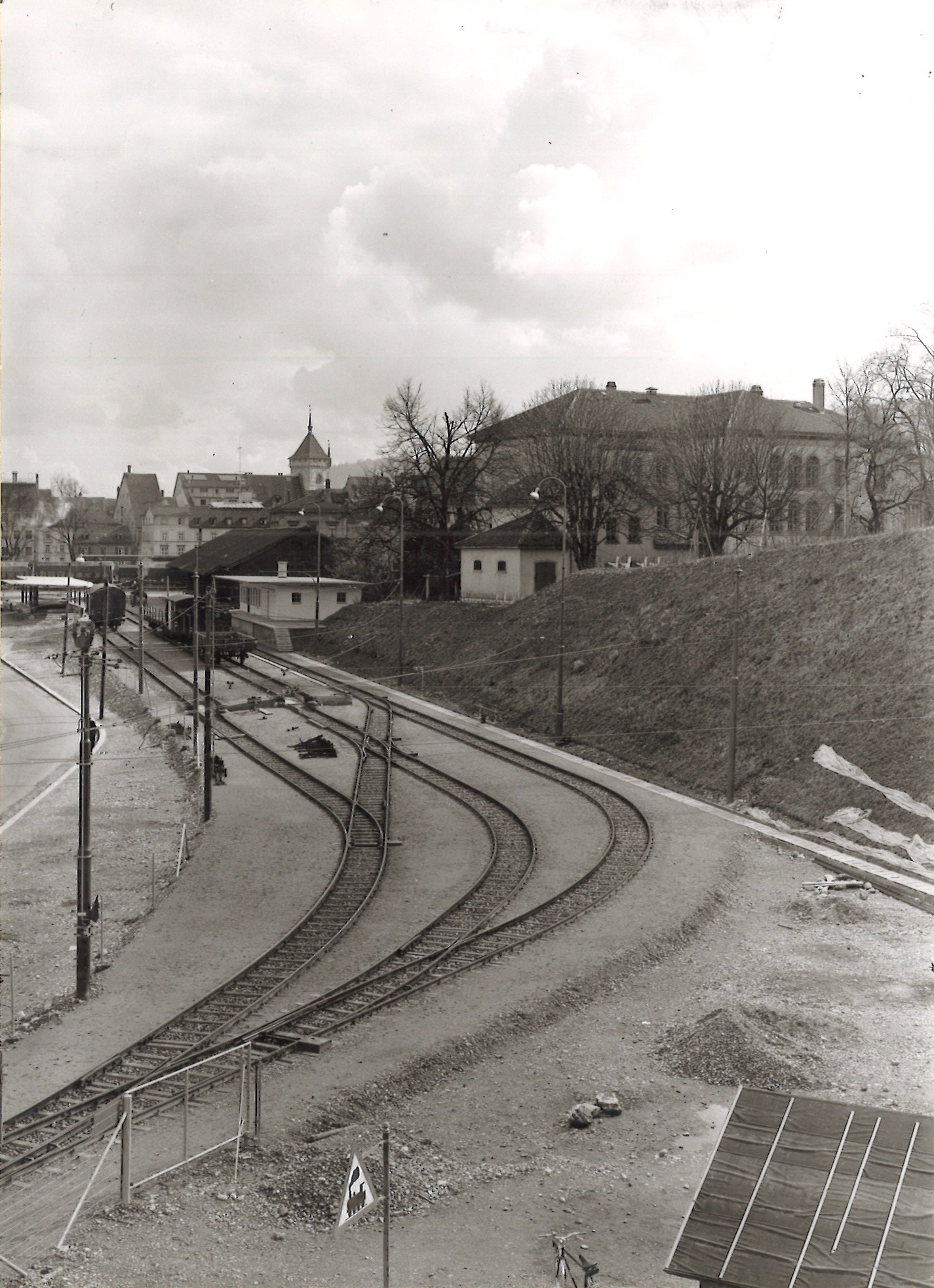
Die 1957 neu erstellte Rollschemelanlage (1957)

Die Produktion in den Betrieben der Georg Fischer AG litt immer mehr unter den stockenden Verkehrsverhältnissen der «Mühlentalstrasse». Eine versuchsweise eingeführte Rohmaterialanlieferung mit dem 1906 angeschafften Lastwagen war auch nicht erfolgreich, da die Strasse durch die eisenbereiften Räder stark in Mitleidenschaft gezogen wurde und fast nicht mehr befahrbar war. Für einen geplanten Normalspuranschluss mit nachteiligen engen Kurven und einem Tunnel unter dem «Tannenberg» wurden Kosten von 800'000 Franken ohne zugehöriges Rollmaterial veranschlagt. Für einen weiteren Entwurf mit Erstellung einer Strassenbahntrasse für den öffentlichen Personenverkehr und Mitbenutzung für den Werksverkehr wurden für die Georg Fischer AG samt Rollmaterial nur Kosten von 500'000 Franken veranschlagt. Diese Alternative war günstiger, verbesserte zudem den Transport der eigenen Arbeiter, nachteilig war die Inkaufnahme eines Rollschemelbetriebes, der nur die Beförderung von Wagen mit einer maximal zulässigen Höhe von 3,4 Meter ab Oberkante der Rollschemel zuliess. Trotzdem entschied sich der Verwaltungsrat für diese zweite Variante.
Während des Ersten Weltkrieges gab es in Ossingen einen Filialbetrieb. Dort wurde mit einer meterspurigen Feldbahn Torf vom Abbaugebiet beim Hausersee zur Station Ossingen befördert, um damit das eigene Gaswerk zu versorgen. Dazu wurde eine der Baulokomotiven (vermutlich Nr. 80) verwendet.
Anfänglich konnten nur offene Güterwagen mit Rollschemeln befördert werden, weil zwischen der Verladeanlage der SchSt und den Werken im «Mühlental» zwei Strassenunterführungen unterquert werden mussten. Dies war anfänglich wenig problematisch, da das Rohmaterial grösstenteils mit offenen Wagen angeliefert wurde. Dies änderte sich, als 1957 auf der Nordseite des Bahnhofs Schaffhausen eine neue Rollschemelanlage erstellt wurde. Ab diesem Zeitpunkt wurde der Trambetrieb ins «Mühlental» eingestellt und die Tramstrecke ging ins Eigentum der Georg Fischer AG über. Ab dann waren keine Transporte auf der Schiene zum Werk in Ebnat und zu den SBB-Güterhallen mehr möglich. Das Werk Ebnat wurde bis 1970 noch schmalspurig bedient, danach mit einem neuen normalspurigen Güteranschluss. Im August 1980 wurde das Netz im Mühlental verkürzt und der Abschnitt von der ehemaligen Giesserei beim Kessel nach Birch eingestellt. Rund zwei Jahre später folgte die Einstellung des Abschnittes von der Stahlgiesserei in den Kessel. Im August 1980 wurde auch der elektrische Betrieb auf Diesel umgestellt. Der Betrieb der Werkbahn im Mühlental wurde am 6. August 1993 aufgegeben. Im selben Jahr wurde auch der Normalspur-Abschnitt der Werkbahn stillgelegt.

## Rollmaterial
Das gesamte Rollmaterial war, bis auf die Strecke Scheidegg–Neuhausen, auf dem gesamten Netz der Strassenbahn Schaffhausen zugelassen. Die Güterwagen wurden vermutlich vereinzelt auch auf der Strecke der Strassenbahn Schaffhausen–Schleitheim eingesetzt. Die Fahrzeuge waren bei Betriebsaufnahme mit den bei Strassenbahnen zu der Zeit üblichen Trompetenkupplungen ausgerüstet. Diese Steifkupplung wurde schon 1914/1915 durch die selbst entwickelte halbautomatische GF-Kupplung ersetzt. Einzig bei den Rollschemeln beliess man die alte Kupplung und rüstete sie zusammen mit jenen der Strassenbahn Schaffhausen um.
Ursprünglich waren die Fahrzeuge mit Rollenstromabnehmern ausgerüstet, nach Umbau der Fahrleitung 1916 konnten die Fahrzeuge auf Bügelstromabnehmer umgerüstet werden.
Zwischen 1971 und 1993 besass man für den Normalspuranschluss Ebnat eine Em 2/2 von Moyse mit der Nummer 1, die 1994 an KEBAG in Zuchwil verkauft wurde.

### Lokomotiven
- Ge 4/4 75 und 76, Baujahr 1913, ausser Betrieb 1980. Beide 1981 an Museumsbahn Blonay–Chamby, Nr. 75 erhalten (Revision abgeschlossen 1988), Nr. 76 1981 abgebrochen
- Ge 2/2 77 und 78, Baujahr 1915 und 1921, Nr. 77 Abbruch 1968; Nr. 78 Denkmal bei der ehemaligen Trasse der Werksbahn
- G 3/3 79 und 81, Ankauf als Occasion 1912/1915 von der Birsigtalbahn (ex. Nr. 2 und 3), eine schon als Baulokomotive; Verkauf auf Abbruch 1916/1921
- G 3/3 80, Ankauf als Occasion 1913 von der Société genevoise des chemins de fer à voie étroite (ex. Nr. 15), Verkauf auf Abbruch 1921
- G 3/3 82, Ankauf als Occasion 1916 von der Société genevoise des chemins de fer à voie étroite (ex. Nr. 8), Verkauf auf Abbruch 1921
- G 3/3 83, Ankauf als Occasion 1918 von der Frauenfeld-Wil-Bahn ex Birsigtalbahn Nr. 4, Verkauf auf Abbruch 1921
- Tm 2/2 Georg V, Ankauf als Occasion 1980 von Schöma, ehemals Baulokomotive Arlberg-Strassentunnel

Die Ge 4/4 75 (1980)
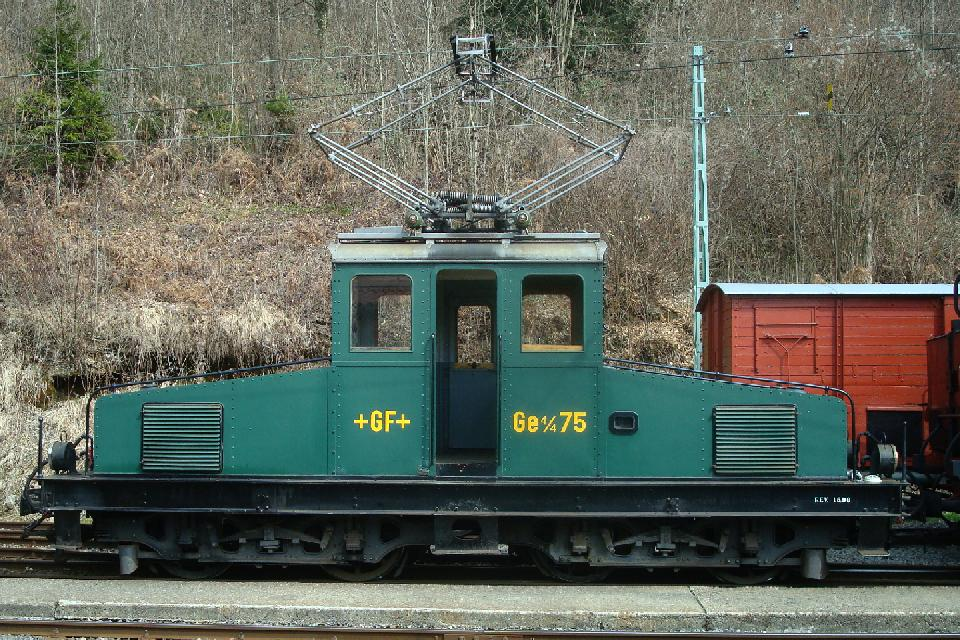
Die Ge 4/4 74 bei der Museumsbahn Blonay–Chamby
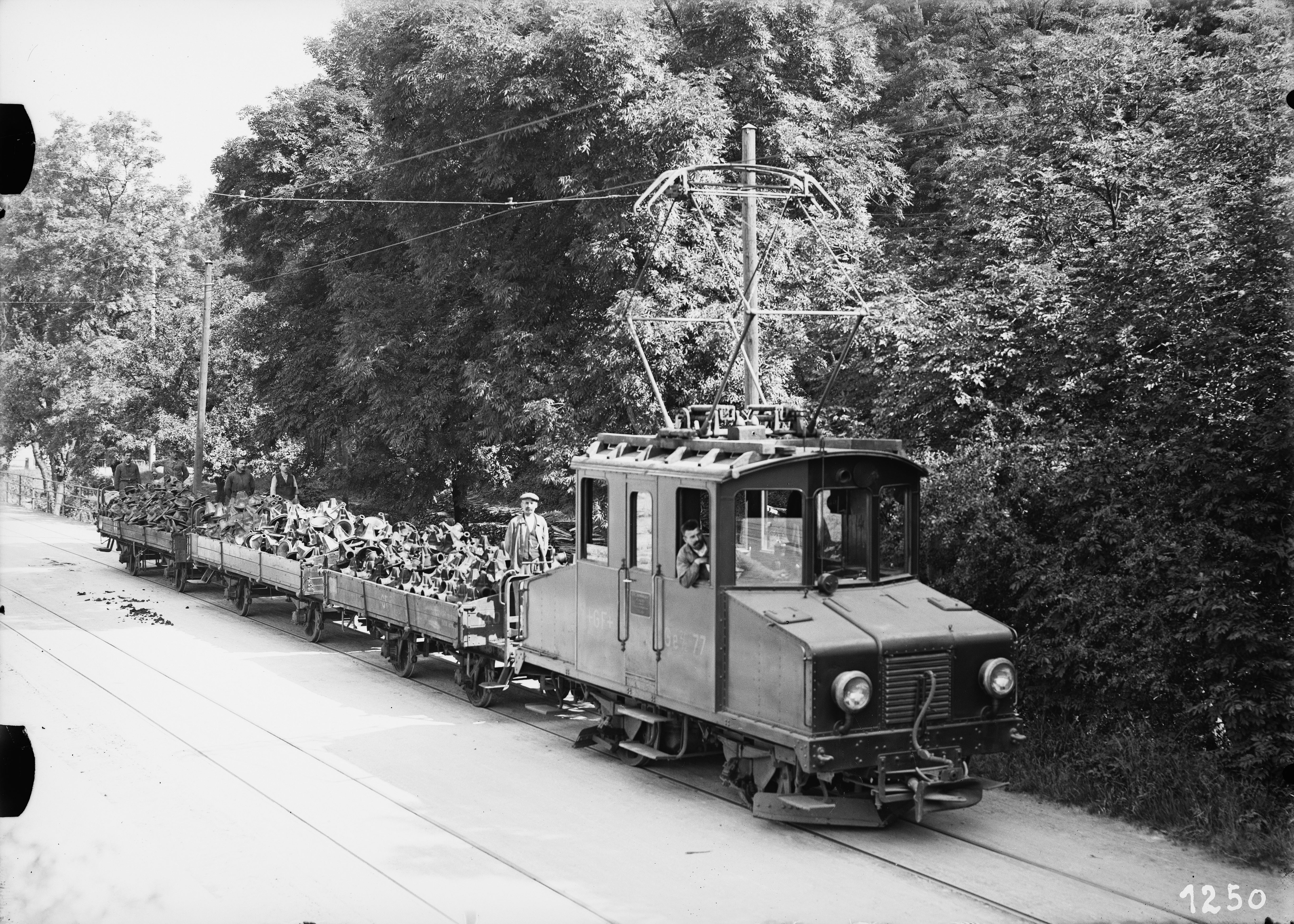
Die Ge 2/2 77 mit Zug im Mühlental (1915)
Die Ge 2/2 78 (1980)
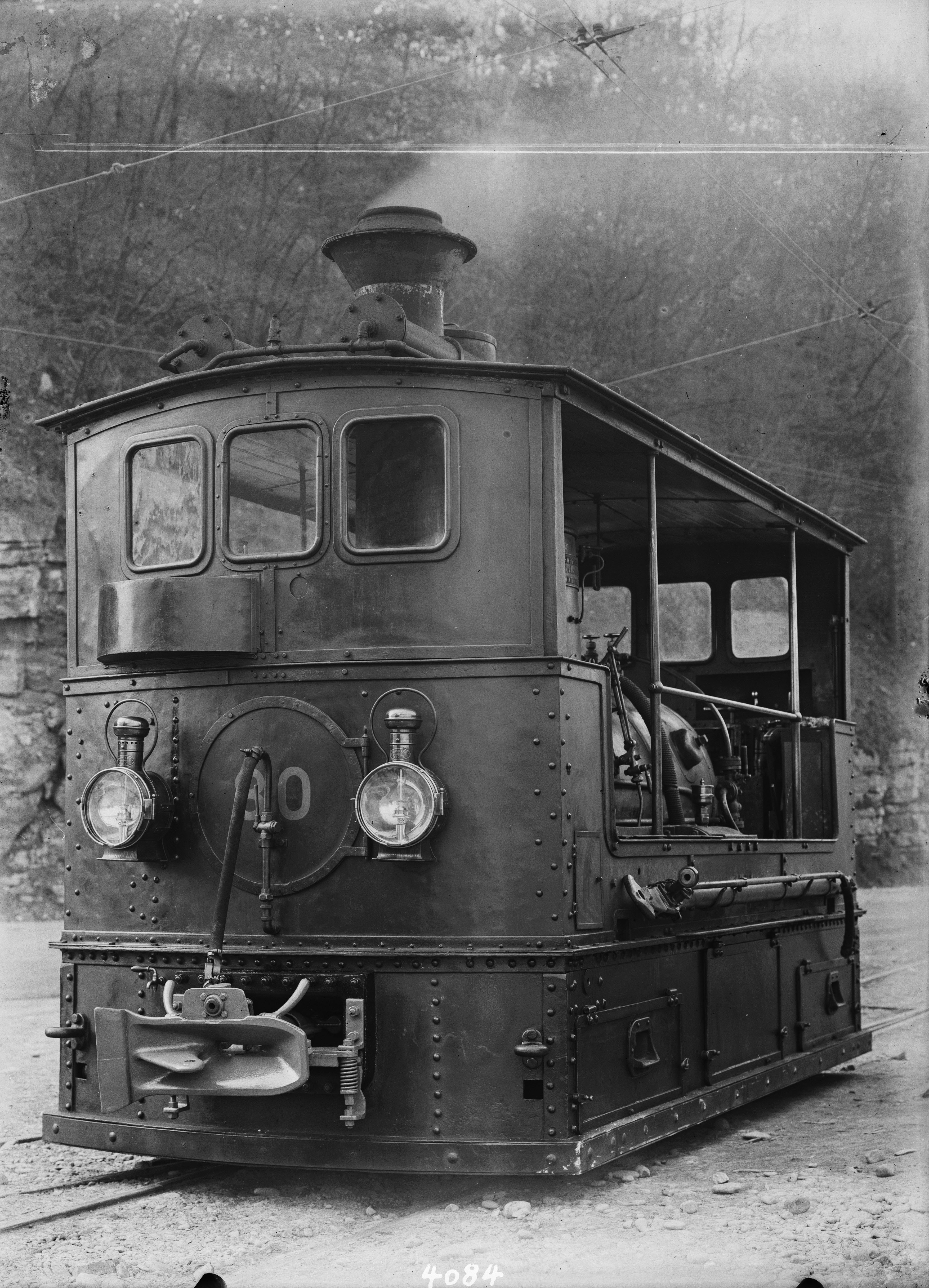
Die G 3/3 80 (1915)
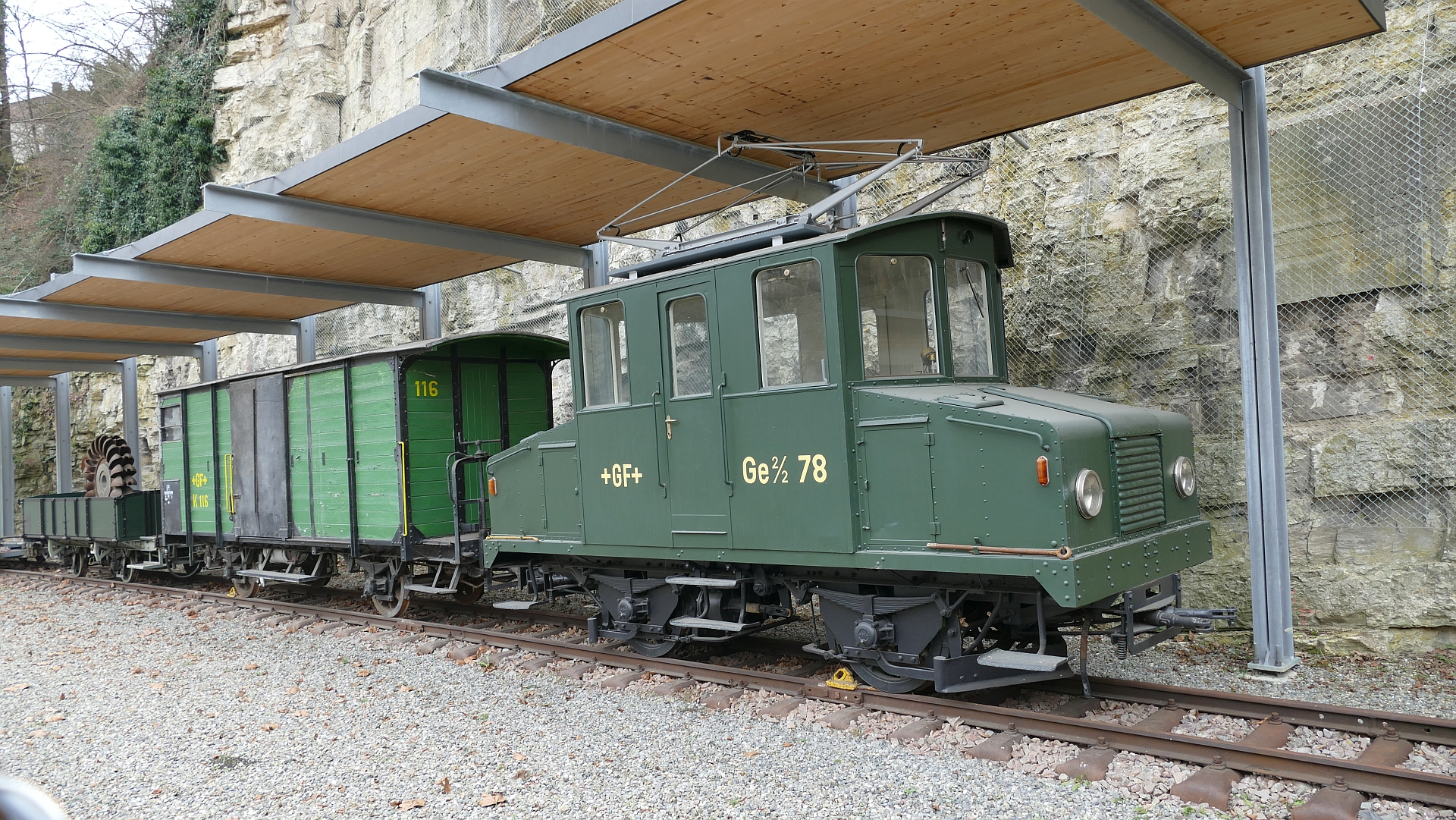
Die Ge 2/2 78 als Denkmal (2023)

### Wagen
Bei der Betriebseröffnung waren ein gedeckter Wagen (K116), vier Muldenkipper, drei offene Güterwagen und zwei offene Güterwagen (M147–148) sowie acht Rollschemel (O191–98) vorhanden.